# كيه جي موبيليتي
شركة كيه جي للتنقل أو شركة كيه جي موبيليتي (بالكورية: 케이지모빌리티 주식회사) (بالإنجليزية: KG Mobility Corporation)‏، يُختصر كـKGM (كيه جي إم)، وهي رابع أكبر شركة تصنيع السيارات في كوريا الجنوبية، والتي تملكها شركة السيارات الهندية متعددة الجنسيات ماهيندرا & ماهيندرا المحدودة.
تم الحصول على حصة 70٪ من سانغ يونغ من قِبل ماهيندرا & ماهيندرا الهندية  في فبراير 2011، بعد تقديم العرض الأفضل في عام 2010 للحصول على الشركة التي كانت توشك على الإفلاس.
تمت الموافقة على حصول (ماهيندرا & ماهيندرا) الهندية من قِبل لجنة التجارة الحرة في كوريا الجنوبية. إعتبارا من يناير 2019، حيث يحصل (ماهيندرا & ماهيندرا) الهندية على حصة 74.65٪ من الشركة.
في عام 2022، استحوذت مجموعة كيه جي على الشركة واعتمدت اسمها الحالي في مارس 2023.

## نبذة
شركة سانغ يونغ لصناعة السيارات تعد من أكبر مصانع السيارات في كوريا، وقد أُنشئت عام 1954 تحت مسمى شركة هادونج هوان لصناعة السيارات، ودشنت إنتاجها بتصنيع سيارات الجيب للجيش الأمريكي، ثم تم تغيير تسمية الشركة عام 1977 من هادونج هوان إلى (دونج أي - DONG-A)، عام 1988، ثم استحوذت مجموعة سانغ يونغ على الشركة وتم تغيير تسمية الشركة إلى سانغ يونغ لصناعة السيارات، ومعنى سانغ يونغ هو توام التنين أو التنين التوام، عام 1991 دخلت الشركة بشراكة تقنية مع شركة دايملر بنز، عام 1997، اشترت شركة دايو موتورز حصة القيادة من مجموعة سانغ يونغ (بما يسمح لها بإدارة الشركة) ومن ثم اعادت دايو بيع الشركة نتيجة مشاكل مالية مرت بها الشركة، عام 2004 اشترت شركة SAIC الصينية للسيارات (المالك الحالي لعلامة MG البريطانية) حصة مقدارها 51% من أسهم الشركة وتولت ادارتها.
عام 2009 وفي خضم الأزمة العالمية سجلت الشركة خسائر بحوالي 75.42 مليون دولار مما أوجب اخضاعها لطائلة القضاء. في يناير 2009، بعد تسجيل خسارة 75.42 مليون دولار، تم وضع الشركة في قيد الإستحواذ. قد يكون هذا بسبب الأزمة الاقتصادية العالمية وتقلص الطلب. في 14 أغسطس 2009، انتهت إضرابات العمال في مصنع سانغ يونغ وبدأ الإنتاج مرة أخرى بعد توقف دام 77 يوماً. كما ألقى موظفوا الشركة والمحللون باللوم على SAIC في سرقة التكنولوجيا المتعلقة بالمركبات الهجينة من الشركة وفشلها في الوفاء بوعدها بالاستمرار في الاستثمار. نفت SAIC مزاعم سرقة التكنولوجيا من قبل موظفي الشركة. ومع ذلك، اتهم مكتب المدعي العام في كوريا الجنوبية (SAIC) بتهمة مخالفة أنظمة الشركة وقانون كوريا الجنوبية عندما أمرت ونفذت نقل تكنولوجيا ملكية سانج يونج التي تم تطويرها بتمويل من حكومة كوريا الجنوبية إلى باحثين من شركة SAIC.
في عام 2010، أسقطت شركة جنرال موتورز مبيعات دايو للسيارات. ثم وقع الشريك بيع منذ فترة طويلة على صفقة مع شركة سانغ يونغ للسيارات لتزويد المركبات الجديدة لبيع (على وجه التحديد Rodius، شيرومان W وشيرومان H)، في مقابل حقن ₩ 20000000000 (17600000 $) في صناعة السيارات لا تزال يتعافى من الإفلاس. الصفقة غير حصرية، مما يعني أن سانغ يونغ ستبيع أيضاً السيارات من خلال التجار الخاصين
في أبريل 2010، أصدرت الشركة بيانا نقلا عن اهتمام ثلاث أو أربع شركات محلية وأجنبية بشراء شركة سانج يونج للسيارات، مما أدى إلى ارتفاع الأسهم بنسبة 15 ٪. وفي وقت لاحق تم الكشف عن هذه الشركات على أنها ماهيندرا آند ماهيندرا ومجموعة رويا وSM للألمنيوم وسيو للاستثمارات وشركة رينو سامسونغ موتورز الفرنسية المملوكة لشركة كوريا الجنوبية. في آب / أغسطس 2010، تم اختيار شركة ماهيندرا آند ماهيندرا المحدودة كمزايدة مفضلة لشركة سانج يونج. اكتمل الاستحواذ في فبراير 2011 وتكلف مجموعة ماهيندرا الهندية 522.5 مليار وون. وكانت السيارة تيفولي أول طراز للشركة تحت إدارة ماهيندرا سنة 2015-2016

## التاريخ

### ماتور دونغ أي (1954–1987)
بدأت سانغ يونغ في الأصل كشركتين منفصلتين؛ الأولى  ورشة ها دونغ هو موتور (تأسست عام 1954) والثانية شركة دونغ بانغ (تأسست عام 1962). في منتصف عام 1963، اندمجت الشركتان وأصبحت شركة هادونغوان موتور (بالكورية: 하동환 자동차 공업 주식회사). في عام 1964، بدأت شركة هادونغوان موتور في بناء سيارات جيب للجيش الأمريكي وكذلك شاحنات وحافلات. ابتداءً من عام 1976، أنتجت هادونغوان مجموعة متنوعة من المركبات ذات الأغراض الخاصة والمتعددة. بعد تغيير اسمها إلى دونغ أي موتور (بالكورية: 동아 자동차 공업 주식회사) في عام 1977 والسيطرة على كيوهاو في عام 1984، استحوذت عليها المجموعة المالية سانغ يونغ في عام 1986.

### كيوهاو (1981-1984)
كيوهاو المحدودة (بالكورية: 주식회사 거화؛ RR:Jusighoesa Geohwa) كانت مُجمِّعاً كورياً جنوبياً لسيارات الجيب بموجب ترخيص، وذلك أساساً لأسواق التصدير. كان سلفها هو مشروع تجميع  جيب المشترك بين شيجين موتور وشركة السيارات الأمريكية (AMC) التي تأسست في عام 1974. تم تأسيسها كشركة مستقلة في عام 1981، بعد أن تركت AMC المشروع وتقاعدت من الإذن باستخدام علامة جيب التجارية. في عام 1983، بدأت تسمية سيارات الجيب من كيوهوا باسم «كورنادوKorando». في عام 1984، تم الاستحواذ على كيوهوا من قِبل شركة دونغ أي موتور التي سبقت شركة سانغ يونغ موتور.

### سانغ يونغ موتورز (1986 حتى الآن)
بعد أن تم الاستيلاء على شركة دونغ أي موتور من قبل المجموعة المالية سانغ يونغ، غيرت دونغ أي موتور إسمها إلى سانغ يونغ موتور في عام 1988. في عام 1987، استحوذت على شركة تصنيع السيارات المتخصصة بانثر ويستويندز ومقرها المملكة المتحدة.
في عام 1991، بدأت سانغ يونغ شراكة تقنية مع دايملر بنز. كانت الصفقة لـسانغ يونغ لتطوير سيارة SUV بتقنية مرسيدس بنز. كان من المفترض أن يسمح هذا لـسانغ يونغ بالحصول على موطئ قدم في الأسواق الجديدة دون الحاجة إلى بناء البنية التحتية الخاصة بها (باستخدام شبكات مرسيدس بنز الحالية) مع منح مرسيدس منافساً في سوق سيارات الدفع الرباعي المزدهر آنذاك. نتج عن ذلك بيع سيارة Musso، الذي تم بيعه أولاً بواسطة مرسيدس بنز ولاحقاً بواسطة سونغ يونغ.
استفاد سونغ يونغ أيضاً من هذا التحالف، بعد فترة طويلة من توقف دايملر بنز عن بيع سيارة Musso، وإنتاج نسخة مصممة بشارة من مرسيدس بنز MB100 ، وإستانا واستخدام تصميمات دايملر في العديد من الطرازات الأخرى، بما في ذلك الجيل الثاني من كوراندو(المحرك وناقل الحركة) و ريكستون (الإرسال) وشاريمان إتش (الهيكل والإرسال) وكيرون (ناقل الحركة).

### إستحواذ على شركة دايو وSAIC
في عام 1997، اشترت شركة دايو موتورز، التي أصبحت الآن جنرال موتورز كوريا، حصة مسيطرة من مجموعة سانج يونج، فقط لبيعها مرة أخرى في عام 2000، لأن المجموعة واجهت مشاكل مالية عميقة. في أواخر عام 2004، استحوذت شركة صناعة السيارات الصينية SAIC على 51٪ من شركة سونغ يونغ موتور.
في يناير 2009، بعد تسجيل خسارة قدرها 75.42 مليون دولار، تم وضع الشركة في خانة الإستحواذ. قد يكون هذا بسبب الأزمة الاقتصادية العالمية وتقلص الطلب. في 14 أغسطس / آب 2009، انتهى إضراب العمال في مصنع سانج يونج وبدأ الإنتاج مرة أخرى بعد 77 يوماً من الانقطاع.  كما ألقى موظفو الشركة والمحللون باللوم على شركة SAIC لسرقة التكنولوجيا المتعلقة بالسيارات الهجينة من الشركة وفشلها في الوفاء بوعدها بالاستثمار المستمر. نفت SAIC مزاعم سرقة التكنولوجيا من قبل موظفي الشركة. ومع ذلك، اتهم مكتب المدعي العام في كوريا الجنوبية شركة SAIC بانتهاك لوائح الشركة وقانون كوريا الجنوبية عندما أمرت ونفذت نقل تكنولوجيا ملكية سانغ يونغ التي تم تطويرها بتمويل من حكومة كوريا الجنوبية إلى باحثي SAIC.
في عام 2010، أسقطت شركة جنرال موتورز مبيعات دايو للسيارات. بعد ذلك، وقع شريك الوكيل منذ فترة طويلة صفقة مع شركة سانغ يونغ موتور لتوريد سيارات جديدة للبيع (على وجه التحديد، روديوس، شيرمان W وشيرمان H)، مقابل ضخ 20.000.000.000 ين (17.6 مليون دولار) في صانع السيارات للتعافي من الإفلاس. الصفقة غير حصرية، مما يعني أن سانغ يونغ ستبيع أيضاً المركبات من خلال تجار خاصين.

### الاستحواذ من قبل ماهيندرا أوتوموتيف
في أبريل 2010، أصدرت الشركة بياناً أشارت فيه إلى اهتمام ثلاث إلى أربع شركات محلية وأجنبية بالاستحواذ على شركة سانغ يونغ موتور، مما أدى إلى ارتفاع الأسهم بنسبة 15٪. تم الكشف لاحقاً عن أن الشركات هي (ماهيندرا & ماهيندرا الهندية) و(مجموعة راويا) و(إس إم ألومنيوم) و(سيوول للإستثمار) و (رينولت سامسونغ موتور) الفرنسية المملوكة في كوريا الجنوبية. في أغسطس 2010، تم اختيار شركة (ماهيندرا وماهيندرا الهندية) المحدودة كأفضل عرض مُزايدة لـسانغ يونغ. تم الانتهاء من الاستحواذ في فبراير 2011 وكلفت الصفقة شركة ماهيندرا 463.6 مليون دولار أمريكي.
في عام 2015، أطلقت سانغ يونغ سيارة تيفولي، (أول سيارة لها) تم إطلاقها بعد استحواذ ماهيندرا وماهيندرا الهندية. في غضون عام من إطلاق تيفولي، أعلنت الشركة عن أول صافي ربح لها منذ 9 سنوات. في عام 2017، باعت سانغ يونغ 106،677 وحدة في المبيعات المحلية و37،008 وحدة في الصادرات، مسجلة رقماً قياسياً في 14 عاماً منذ عام 2003، عندما بلغت مبيعاتها المحلية السنوية 131،283 وحدة. ومن هذا المنطلق، ساهمت عائلة تيفولي وحدها بأكثر من 50000 وحدة من المبيعات المحلية للشركة. تم صنع ماهيندرا XUV300، التي تم إطلاقها لاحقاً في عام 2019، على منصة Tivoli، حيث تتقاسم العديد من الأجزاء بما في ذلك العديد من الصفائح المعدنية.
تعمل ماهيندرا أيضاً مع فرعها سانغ يونغ لتقديم سيارات كهربائية عالية الأداء في كوريا الجنوبية لمبيعات السوق الشامل. زاد ماهيندرا وسانج يونج من تعاونهما في المحركات والسيارات الكهربائية. في 21 كانون الأول (ديسمبر) 2020، تقدمت شركة سانغ يونغ موتور بطلب إفلاس. صرح المتحدث باسم سانغ يونغ موتور أن الشركة مدينة بإجمالي 315.3 مليار وون (285 مليون دولار أمريكي) من الديون المتأخرة للمؤسسات المالية.

## المرافق

### المكاتب
- المكتب الرئيسي لـسانغ يونغ يقع في، بيونجتايك كوريا الجنوبية.
- يقع مركز البحث والتطوير ومركز التصميم والإدارات الأخرى في مكتب بيونجتيك مكتب سول.
- يقع القسم التابع للمكتب الرئيسي في يوكسام دونغ سول.

### المصانع
- مصنع بيونجتايك (كوريا الجنوبية) - المصنع الرئيسي - تنتج مجموعة كاملة.
- مصنع تشانغوون (كوريا الجنوبية) - مصنع المحرك وقطع الغيار.

## تشكيلة الطراز الحالي
| الإسم                         | الإنتاج              | الملاحظات                                                                                     | الصورة               |
| سيارات الدفع الرباعي          | سيارات الدفع الرباعي | سيارات الدفع الرباعي                                                                          | سيارات الدفع الرباعي |
| ----------------------------- | -------------------- | --------------------------------------------------------------------------------------------- | -------------------- |
| ريكستون Rexton                | 2001                 | الجيل الثاني (Y400) يُعرف أيضاً باسم G4 Rexton في بعض الأسواق أو ماهيندرا ألتراس G4 في الهند    |                      |
| تيفولي Tivoli                 | 2015                 | أول نموذج جديد لـسانغ يونغ تحت مُلكية ماهيندرا & ماهيندرا                                      |                      |
| إكس إل في XLV                 | 2016                 | نسخة موسعة من تيفولي؛ تُعرف أيضاً بإسم تيفولي إير في كوريا الجنوبية                             |                      |
| كوراندو Korando               | 1983 2006 2010       | تم استبدالها بـأكتيون Actyon ، الذي أعيد إحياؤه في أواخر عام 2010 ، وحل محله C300 في عام 2019 |                      |
| ال بيك أب                     |                      |                                                                                               |                      |
| موسو Musso                    | 2018                 | حلت محل أكتيون الرياضية؛ المعروف أيضاً باسم ريكستون الرياضية في كوريا الجنوبية                 |                      |
| فان (VAN)                     |                      |                                                                                               |                      |
| روديوس - ستافيك Rodius/Stavic | 2004                 | يُعرف أيضاً باسم كوراندو توريزمو في كوريا الجنوبية                                              |                      |

## تشكيلة الطراز السابقة
| الإسم                           | الإنتاج              | الملاحظات                                                         | الصورة               |
| سيارات الدفع الرباغي            | سيارات الدفع الرباغي | سيارات الدفع الرباغي                                              | سيارات الدفع الرباغي |
| ------------------------------- | -------------------- | ----------------------------------------------------------------- | -------------------- |
| أككتيون Actyon                  | 2006 2016            | استبدال لكوراندو القديم                                           |                      |
| كايرون Kyron                    | 2005 2014            | نموذج سانغ يونغ الأول تحت ملكية SAIC                              |                      |
| موسو Musso                      | 1993 2005            | استبدال من كايرون                                                 |                      |
| كوراندو العائلية Korando Family | 1988 1995            | بناء على ايسوزو تروبر                                             |                      |
| ال بيك أب                       |                      |                                                                   |                      |
| موسو سبورت Musso Sports         | 2002 2005            | حلت محله أكتيون سبورتس                                            |                      |
| أكتيون سبورت Actyon Sports      | 2006 2018            | استبدال موسو سبورتس؛ المعروف أيضاً باسم كوراندو سبورتس من عام 2012 |                      |
| فان (VAN)                       |                      |                                                                   |                      |
| استانا Istana                   | 1995 2003            | نسخة مرخصة من مرسيدس بنز MB100                                    |                      |
| سيارات فاخرة                    |                      |                                                                   |                      |
| شيرمان ديليو Chairman W         | 2008 2017            | تم بيعه جنباً إلى جنب مع شيرمان إتش                                |                      |
| شيرمان إتش Chairman H           | 1997 2014            | بناءً على الفئة E من مرسيدس-بنز (W210)                             |                      |
| كاليستا Kallista                | 1992                 | ريباد بانثر كاليستا ( القديمة)                                    |                      |
| الشاحنات والحافلات              |                      |                                                                   |                      |
| شاحنة دي أي                     |                      | بناءا على شاحنة نيسان ديزل                                        |                      |
| شاحنة إس يو                     |                      | بناءا على شاحنة مرسيدسس بنز                                       |                      |
| باص ترانستار Transstar          |                      | بناءا على باص مرسيدس بنز                                          |                      |

## أنواع سيارات سانغ سونغ
لشركة العديد من الطرازات ومنها :
- SsangYong XLV
- SsangYong Tivoli
- SsangYong Korando
- سانغ يونغ كيرون
- SsangYong Musso
- SsangYong Musso Sports
- Rexton وSsangYong Rexton II
- SsangYong Actyo

وهذه الطرازات هي الأشهر في أسواق الشرق الأوسط
وعن السيارة ريكستون ll بعضها يأتي بوزن يبلغ تقريبا 2800 kg ويكون وارد خليجي حسب المواصفات الخليجية
وعلى كل حال السيارة ذات تصميم ابداعي وحجم عائلي
ذو طابع رياضي خاص مع متانة وامانة وسلاسة في الطرق
بانواعها المعبدة والوعرة والجبلية
وصوت محرك جميل وقوي.
فانها سيارة تعتبر من السيارات الفخمة والعائلية والرياضية
مع راحة تامة في الاداء

## معرض صور

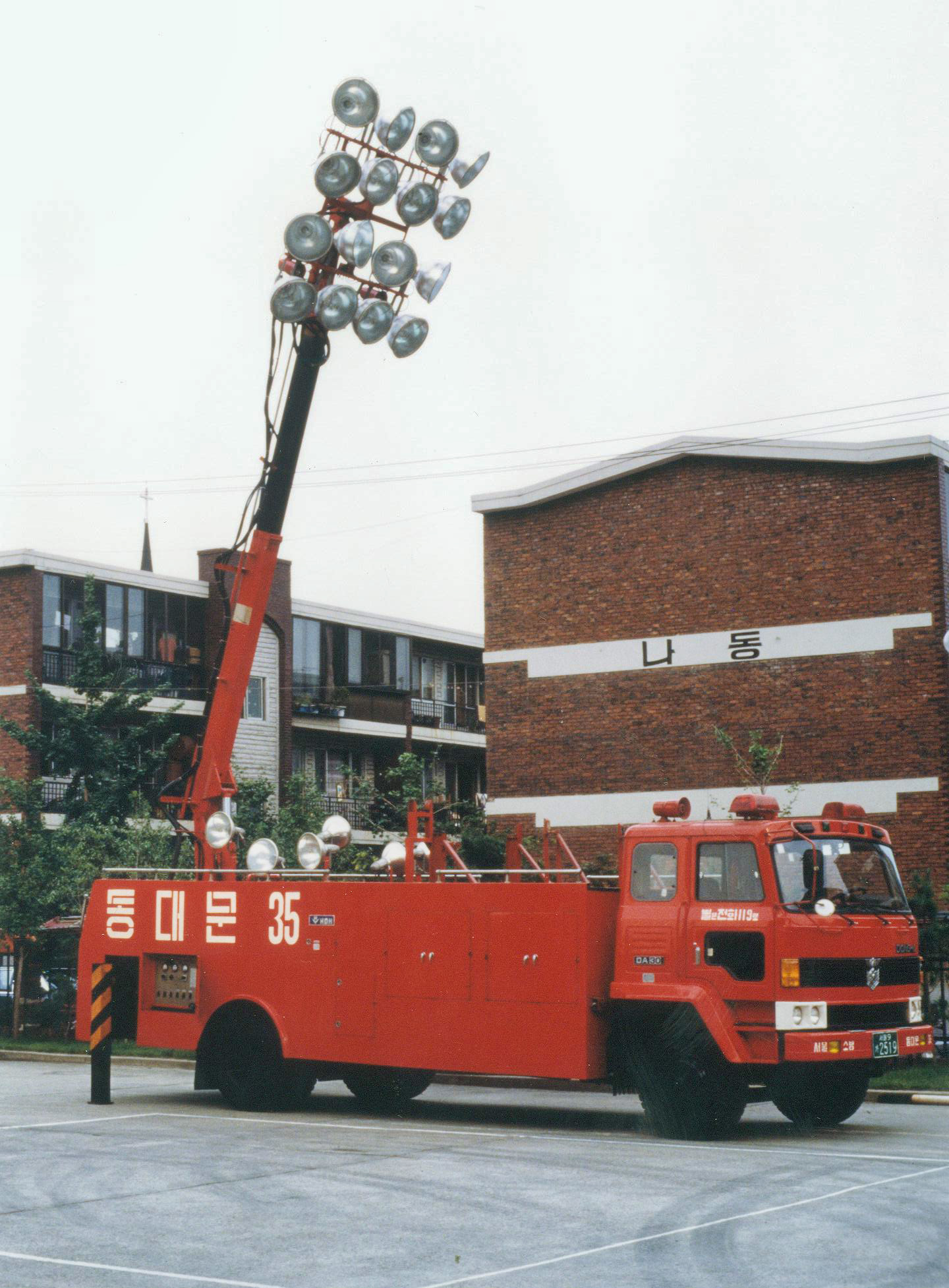
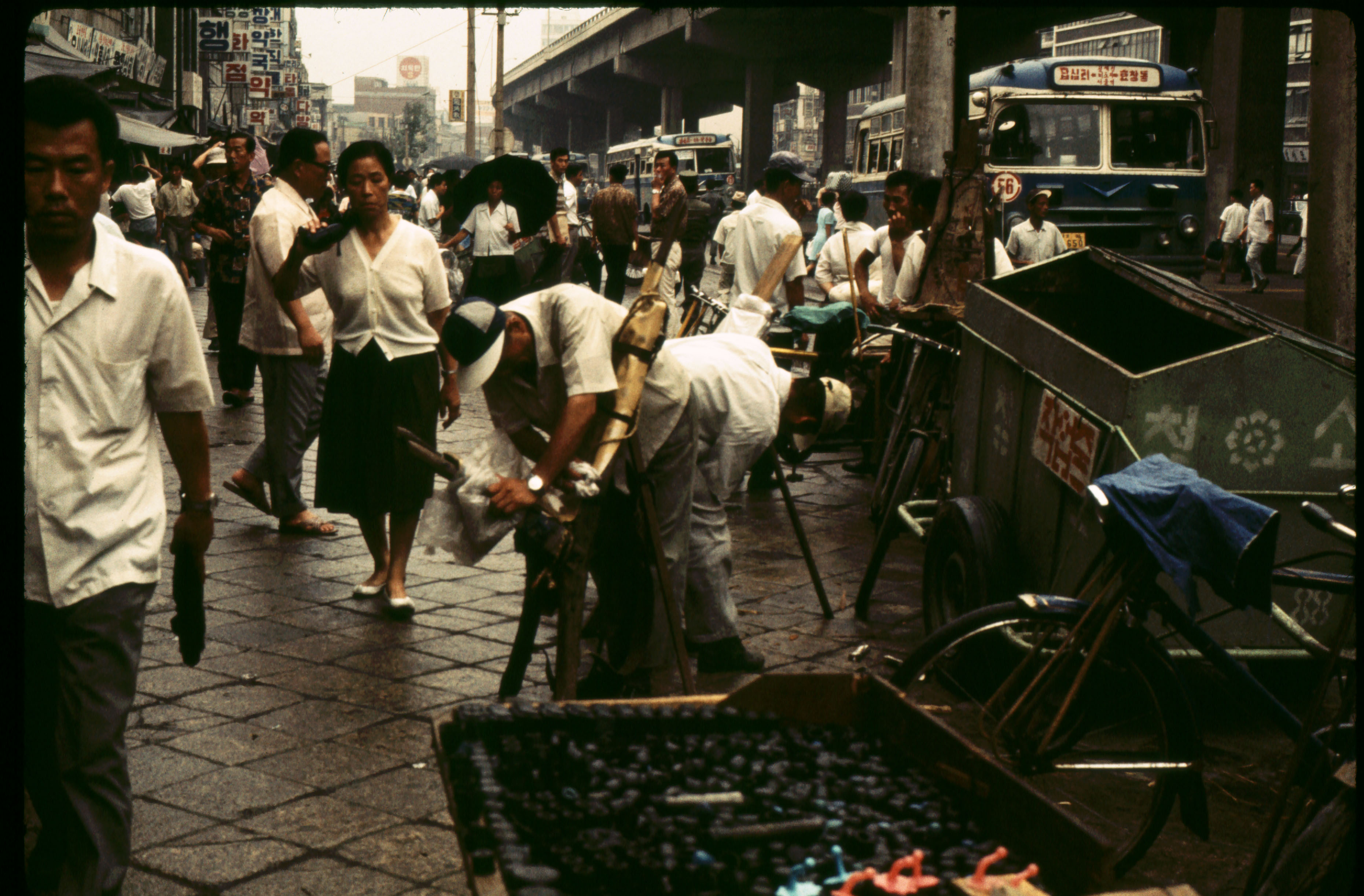
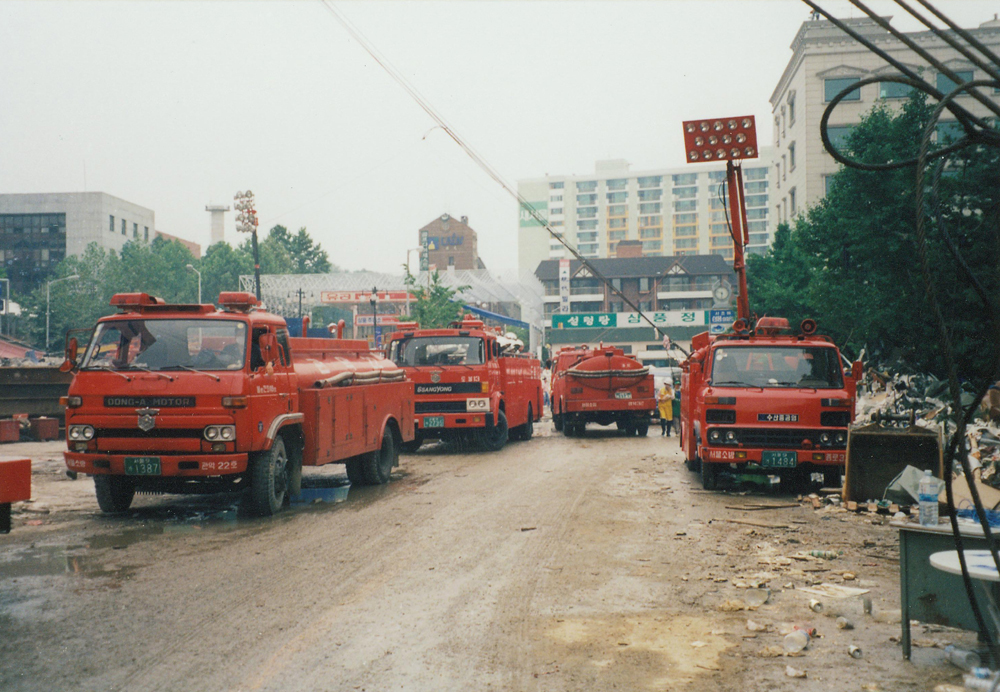

## روابط خارجية
- الصفحة الرئيسية لشركة سانج يونج موتور بالمملكة المتحدة
- الصفحة الرئيسية الأسترالية لشركة سانغ يونغ موتور
- نادي سانغ يونغ

## وصلات خارجية
- موقع شركة سانغ يونغ